# Іоанніс Каларгаріс
Іоанніс Каларгаріс (6 червня 1990) — грецький плавець.
Учасник Олімпійських Ігор 2012 року.